# Acrocera sanguinea
Acrocera sanguinea – gatunek muchówki z podrzędu krótkoczułkich i rodziny opękowatych.
Gatunek ten opisany został w 1804 roku przez Johanna Wilhelma Meigena.
Muchówka o ciele długości od 5 do 8 mm. Jej mała głowa zaopatrzona jest w trójczłonowe czułki o cienkim biczyku i krótki aparat gębowy. Tułów porasta drobne i rzadkie owłosienie. Barwa śródplecza jest czarna z guzami barkowymi i zaskrzydłowymi żółtymi do brązowych. Użyłkowanie skrzydła odznacza się dobrze wykształconą żyłką radialną R2+3, sięgającą tylnego brzegu skrzydła. Czerwonożółty odwłok ma na środkach tergitów od drugiego do piątego, a niekiedy też na bokach drugiego czarne plamy.
Owad palearktyczny, w Europie znany z Hiszpanii, Francji, Belgii, Luksemburga, Holandii, Niemiec, Szwajcarii, Włoch, Polski, Czech, Ukrainy, Węgier, Rumunii, Serbii, Czarnogóry, Chorwacji, Grecji i Rosji. Ponadto podawany z Afryki Północnej. Owady dorosłe są aktywne od czerwca do sierpnia.